# Les Authieux-du-Puits

Les Authieux-du-Puits este o comună în departamentul Orne, Franța. În 1 ianuarie 2022 avea o populație de 76 de locuitori.